# Vladimir Miholjević
Vladimir Miholjević, hrvaški kolesar, * 18. januar 1974, Zagreb.
Miholjević je upokojeni profesionalni hrvaški cestni kolesar, ki je v svoji karieri med letoma 1997 in 2012 tekmoval za klube KRKA-Telekom Slovenije, Alessio, Liquigas-Bianchi in Acqua & Sapone. Nastopil je na poletnih olimpijskih igrah leta 2008, ko je na cestni dirki odstopil. Leta 1998 je zmagal na Dirki po Hrvaški in bil leta 2000 tretji. Na Dirki po Sloveniji je osvojil drugo mesto leta 2000 in tretje leta 2001. Enajstkrat je nastopil na Dirki po Italiji, najboljši skupno uvrstitev je dosegel leta 2008 z 28. mestom, in kot prvi hrvaški kolesar v svojem edinem nastopu končal Dirko po Franciji leta 2003. Dvakrat je nastopil tudi na Dirki po Španiji in leta 2002 zasedel 24. mesto v skupnem seštevku. Dvakrat je postal hrvaški državni prvak na cestni dirki in enkrat v kronometru. Od leta 2015 je športni direktor Dirke po Hrvaški, ki jo je obudil po desetletju premora.